# Лонгфилд, Самуэль Монтифор
Самуэль Монтифор Лонгфилд (англ. Samuel Mountifort Longfield; 1802, Ирландия — 21 ноября 1884, Дублин, Ирландия) — ирландский экономист.

## Биография
Служил адвокатом, затем был судьёй. Впоследствии первый профессор кафедры политической экономии в Тринити-колледже (Дублин).
Представитель австрийской школы, также маржинализма. Внёс вклад в развитие трудовой теории стоимости и теории распределения.

## Основные труды
- Four Lectures on Poor Laws, 1834.
- Lectures on Political Economy, 1834 ISBN 1409959198
- Three Lectures on Commerce and One on Absenteeism, 1835